# Pablo Mañé Garzón
Pablo Mañé Garzón, más conocido como Pablo Mañé (Montevideo, 21 de enero de 1921 - Barcelona, 20 de diciembre de 2004), fue un pintor y traductor uruguayo.

## Biografía
Nacido en el seno de una familia uruguaya de origen catalán, se trasladó en 1933 a París donde su padre había sido nombrado embajador. Cursó estudios en la capital francesa y entabló contacto con los medios artísticos vanguardistas. Fue discípulo de André Lhote.
En 1939 retornó a Uruguay para comenzar su carrera artística. Se especializó en crítica musical y de artes plásticas. A partir de 1956 colaboró con el semanario Marcha y fue crítico musical y articulista del diario El País. Comenzó a exponer en Montevideo, Buenos Aires y Sao Paulo. 
En 1960 obtuvo el doctorado en Derecho y Ciencias Sociales por la Universidad de la República Oriental del Uruguay. 
En 1963 se casa con Margarita Solari y nace su hijo Pau. 
En 1965 sufre su primera crisis artística y abandona el cubismo. Comienza a interesarse por una pintura política y socialmente más comprometida aunque su espíritu inquieto e intelectualmente inconformista le empuja a rechazar las contradicciones entre el compromiso estético y el compromiso político-social. Decide abandonar su país y regresar de nuevo a Europa. Escoge la tierra de sus antepasados y en 1969 se instala en Barcelona. 
En 1972 expone en la Sala Gaudí de Barcelona y al año siguiente se establece en Mataró donde funda una Academia de pintura y dibujo. Sus alumnos formarán más adelante una escuela conocida como “El grup de la Plaça Gran”. Es una época de profunda crisis emocional. Su sensibilidad intelectual le produce un íntimo rechazo del entorno político y social en el que vive inmerso. Reivindica la necesidad de un arte autónomo, comprometido, que busca lo que hay de misterioso y contradictorio en el ser humano y en los procesos de adaptación social. Su pintura se tiñe de tonos grises y expresiones duras. De esta época son sus obras más genuinas.
Compagina su actividad artística con traducciones. Tradujo la obra poética completa de Shakespeare (sonetos), Blake, Whitman y Mallarmé, en textos bilingües, precedidas de estudios sobre estos autores y sus poemas.
En 1979 se traslada de nuevo a Barcelona. En plena madurez artística su obra evoluciona hacia planteamientos en los que la estética y la técnica adquieren su mayor relevancia: “Persigo una pintura que capte la fugacidad del tiempo y suscite en quien la contempla una sensación de ilusoria dicha”.
En 1982 se casa con Tere González Solà. 
Comienza un periodo extenuante de continuas exposiciones. Barcelona, Madrid, Sevilla, Bilbao, Valladolid, Palma de Mallorca se repiten en diversas ocasiones. Participa en el salón Artexpo de Barcelona i en Arco (Madrid). Viaja a Nueva York para participar en la muestra subasta del Soroka Medical Center y exponer en la Phillips Gallery.
Falleció en Barcelona el 20 de diciembre de 2004.

## Obra Artística
Su obra está presente en el Museo de Artes Escénicas de Barcelona, el Museo Nacional  de Artes Visuales de Montevideo, el Museo de Arte Moderno de Sao Paulo, el Museo de Arte Contemporáneo de Toledo (Ohio, U.S.A.), la Fundació Vila Casas, la Fundació Iluro, la Fundación  Carmen & Lluís Bassat y en las colecciones del Banco de España y del Banco de Sabadell.

## Obra Literaria
El Rey Arturo y los Caballeros de la Tabla Redonda (1990)

## Traducciones
- BLAKE, WILLIAM. Poesía completa." ISBN 978-84-7175-426-6

- LAWRENCE, D.H La Virgen y el Gitano." ISBN 978-84-85056-29-3

- LAWRENCE, D.H. El Muñeco del Capitán." ISBN 978-84-8505-631-6

- LAWRENCE, D.H. La Mariquita. El Zorro." ISBN 978-84-8505-630-9

- MALLARMÉ, STÉPHANE. Poesía Completa." ISBN 978-84-7175-383-0

- MISHIMA, YUKIO. Caballos Desbocados." ISBN 978-84-206-0968-3

- SHAKESPEARE, WILLIAM. Poesía completa." ISBN 978-84-7175-080-8

- WHITMAN, WALT. Poesía Completa." ISBN 978-84-7536-011-4